# Alyssum granatense
Alyssum granatense — вид квіткових рослин родини капустяних (Brassicaceae)
.

## Поширення
Вид поширений у центрі і на півдні Піренейського півострова. Росте на піщаних ґрунтах.

## Опис
Невелика рослина заввишки 5-12 см. Стебло та листя вкриті сірими волосками. волосиста, сірий. Цвіте навесні. Квіти світло-жовтого кольору.